# Salces (Hermandad de Campoo de Suso)
Salces es una localidad del municipio cántabro de la Hermandad de Campoo de Suso, en España. Contaba con una población de 215 habitantes en el año 2024, según el INE. Está a 920 m s. n. m. y dista 5 kilómetros de la capital municipal. Pasa por esta población el río Ebro, formando parte Salces del Coto Fontibre, truchero.
De su patrimonio destaca la iglesia de San Miguel Arcángel es del siglo XVII, con retablos. Hay dos puentes antiguos.
- Datos: Q9072825